# ژاپنیسم
هنر ژاپن از میانه دهه ۱۸۶۰ تا اوایل قرن بیستم تأثیر عمیقی بر هنر مغرب زمین گذاشت و از این تأثیرگذاری تحت عنوان ژاپنیسم یاد می شود. 

## ژاپنیسم درعکاسی
عکاسان از مختصات ژاپنیسم از جمله سادگی، ترکیب بندی های نا متقارن، زوایای دید غیرمعمول، تمایل به انتزاع و تخت بودن اثر و کیفیات تزئینی آن استفاده بردند. 

## نگارخانه

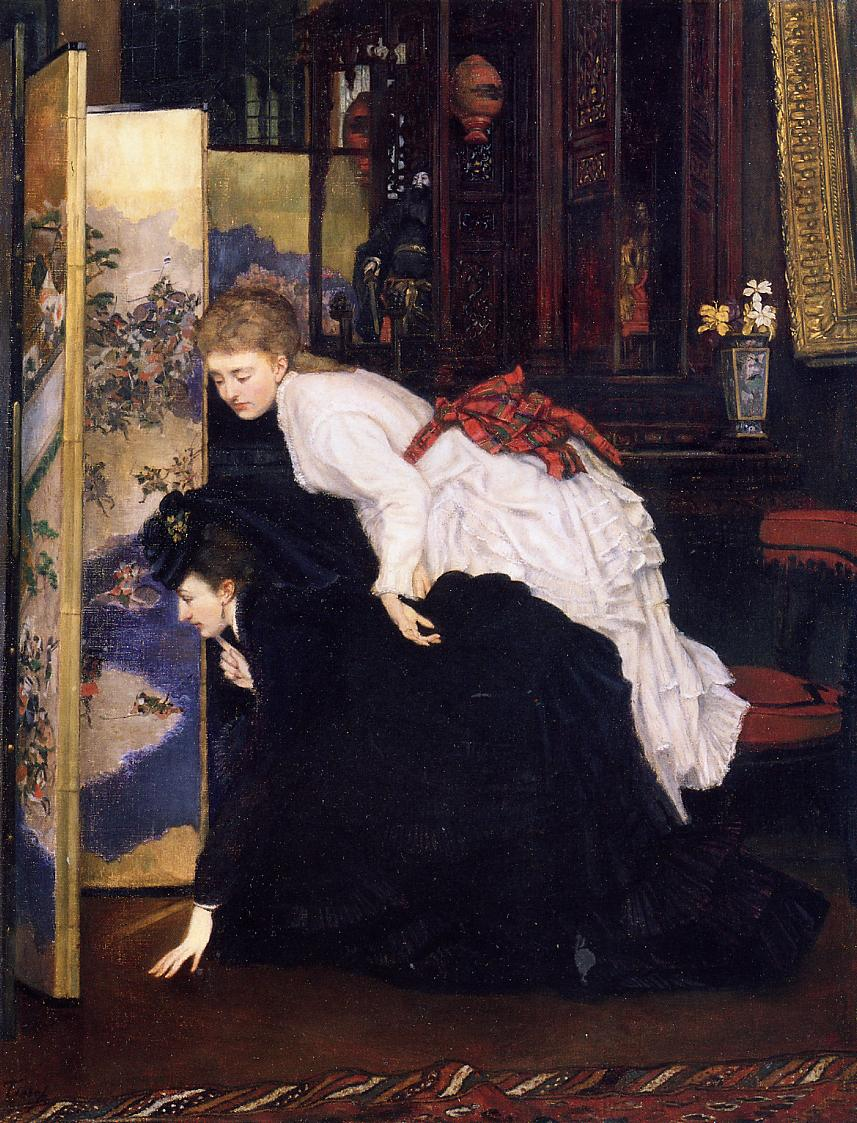
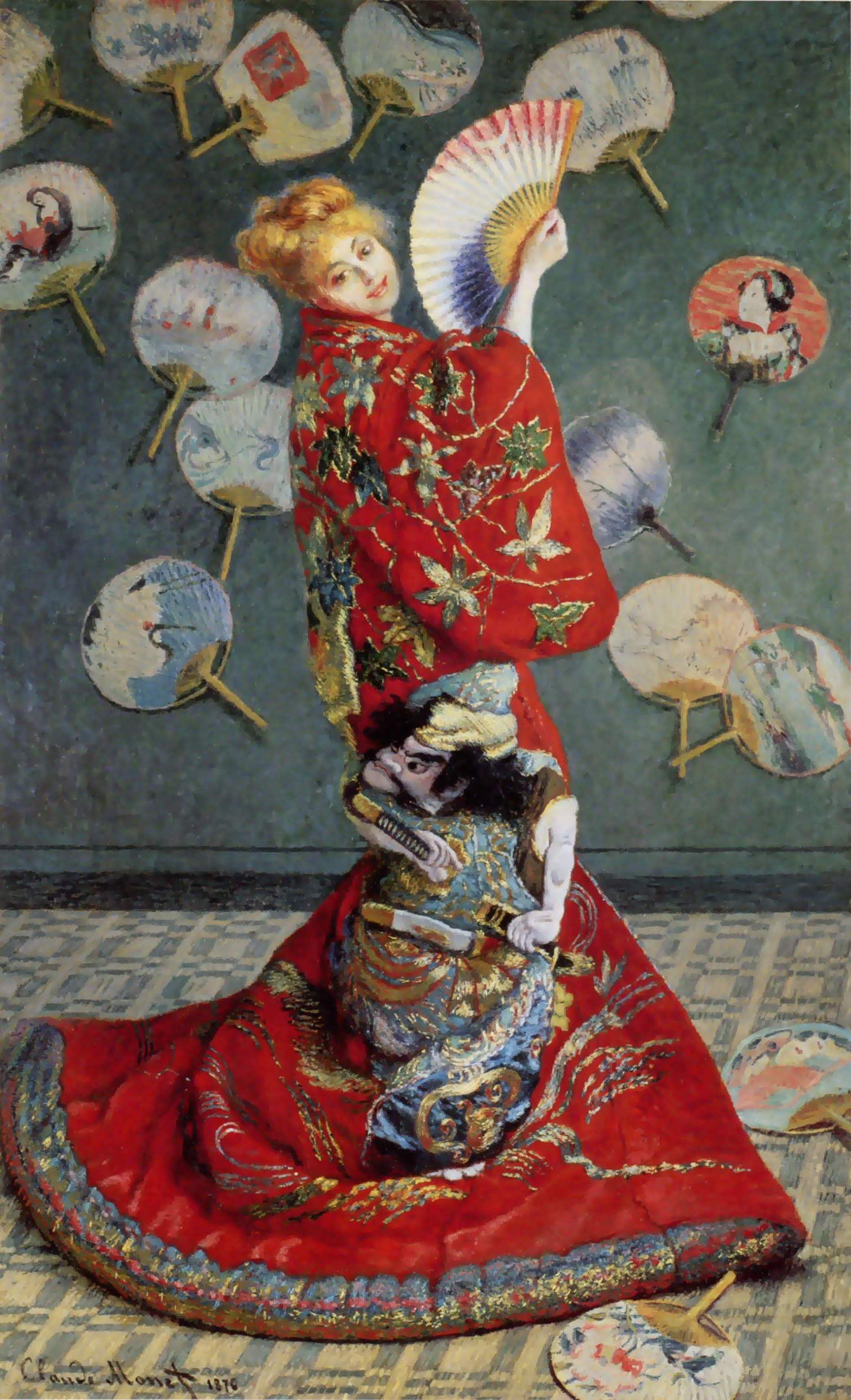
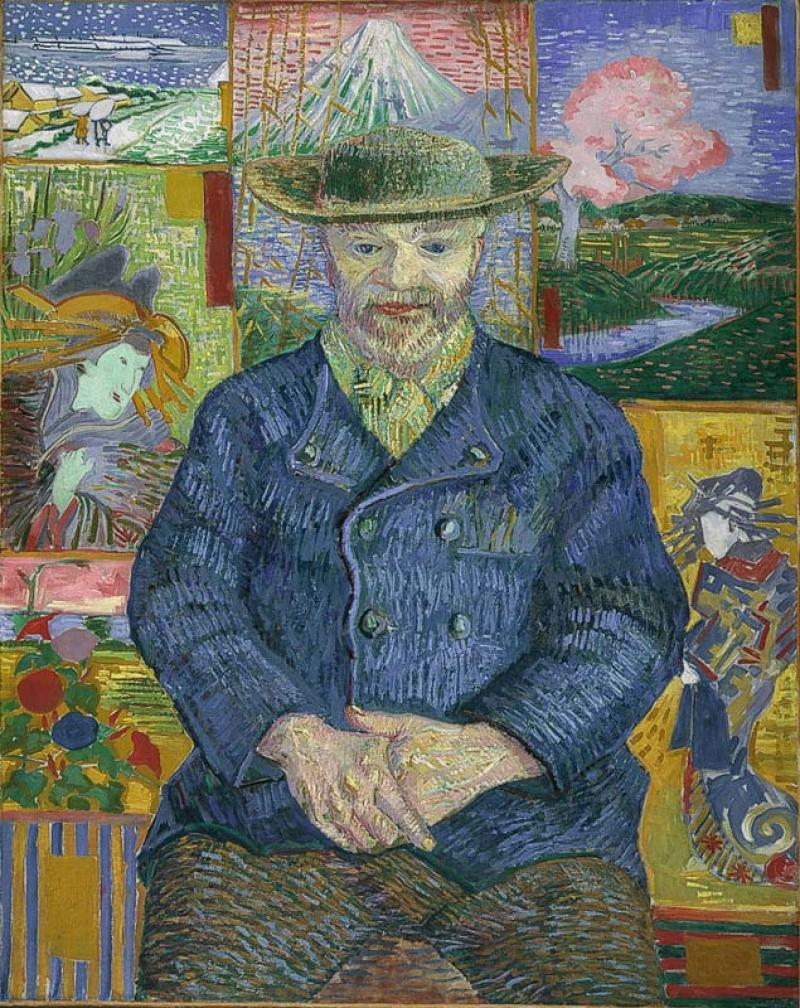
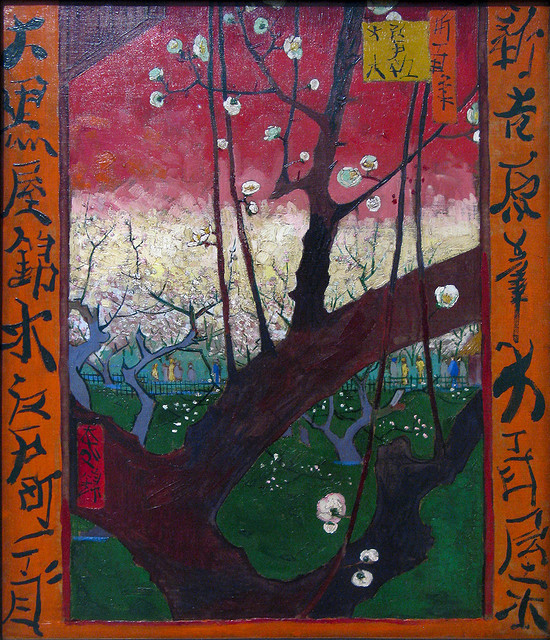
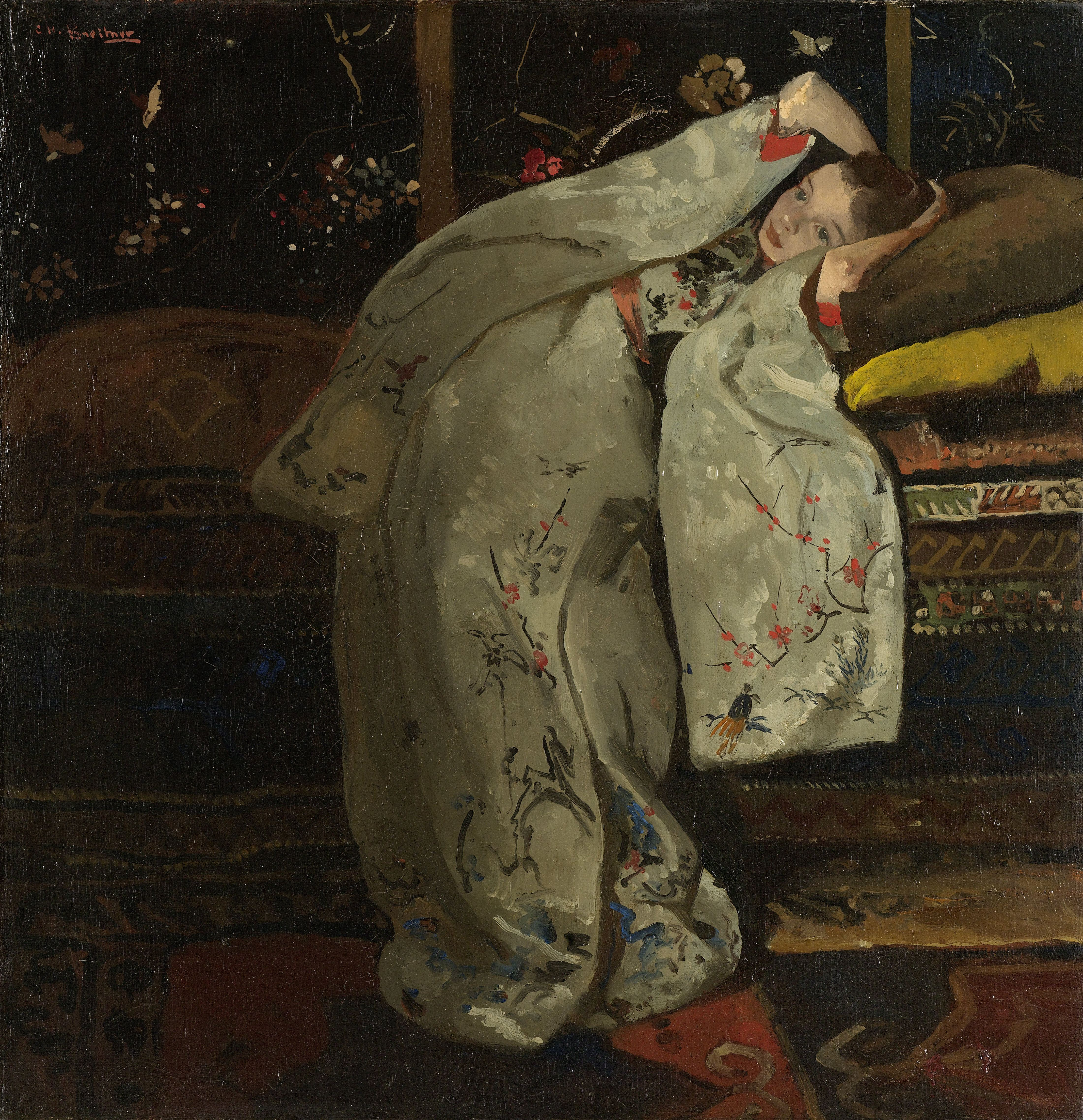